# Charles Lalemant
Charles Lalemant S.J. (oder Charles Lallemant) (* 17. November 1587 in Paris; † 18. November 1674) war ein französischer Priester und Jesuit. Er wurde der erste Superior der Jesuitenmissionen unter den Huronen in Neufrankreich. Ein Brief an seinen Bruder vom 1. August 1626 eröffnete die Reihe The Jesuit Relations and Allied Documents über die Missionsarbeit in den nordamerikanischen Kolonien des heutigen Kanadas.

## Biografie

### Ausbildung und Missionsbeginn in Neufrankreich
Lalemant wurde als Sohn eines Beamten des Kriminalgerichts geboren und trat am 29. Juli 1607 in das Noviziat der Gesellschaft Jesu in Rouen ein. Anschließend studierte er Philosophie am Jesuitenkolleg in La Flèche (1609–1612). Während der darauffolgenden Ausbildungszeit unterrichtete er die unteren Klassen am College in Nevers (1612–1615) und studierte dann Theologie in La Flèche (1615–1619). Danach verbrachte er sein Tertiat, das dritte Probejahr bei den Jesuiten, in Paris (1619–1620). Anschließend war er Lehrer für Logik und Physik am Kolleg in Bourges (1620–1622) und von Oktober 1622 bis März 1625 Rektor des Internats am Collège de Clermont.
Lalement wurde für die Gründung einer Mission der Jesuiten in Neu-Frankreich verantwortlich gemacht. So verließ er im April 1625 mit seinen Mitbrüdern Énemond Massé und Jean de Brébeuf, begleitet von zwei Laienbrüdern, Dieppe. Sie kamen im Juni in Quebec (Stadt) an. Weder die Direktoren der Compagnie de Montmorency noch die Siedler, unter denen damals die Broschüre Anti-Coton kursierte, mochten die Jesuiten. Aber die Franziskaner-Rekollekten empfingen sie mit großer Freundlichkeit und nahmen sie auf, bis sie ein eigenes Haus hatten.
Daher wurde Lalemant, sobald der Jesuitenpater Philibert Noyrot 1626 ankam, aufgrund seines guten Ansehens am französischen Hof, befohlen ein Schiff zurück nach Frankreich zu nehmen. Sein Ziel war von dort das Wohlergehen der Kolonie zu fördern. Noyrot hatte dafür gesorgt, dass Vorräte an seine Mitbrüder in Quebec City geschickt wurden, aber sie erreichten nie ihr Ziel. Laut Pater Chrestien Le Clercq wurden sie in Honfleur von Raymond de La Ralde und Guillaume de Caën beschlagnahmt. Lalemant Bemühungen, die Indianer zu evangelisieren, wurden von den Handelsgesellschaften in Quebec vereitelt. Lalemant erkannte deshalb schnell, dass der Fortschritt der Kolonie von genau den Leuten verhindert wurde, die sie hätten fördern sollen: Den Caëns. Sie waren ausschließlich am Pelzhandel interessiert. So segelte er nach Frankreich, um Protest einzulegen.

### Erfolglose Rückreiseversuche
Bei einem späteren Versuch, nach Neufrankreich zurückzukehren, wurde sein Schiff von David Kirke gefangen genommen, der damals den Sankt-Lorenz-Strom blockierte. Lalemant und Pater Francis Ragueneau wurden als Gefangene nach England geschickt, aber auf Wunsch von Königin Henrietta Maria wieder freigelassen.
Ein zweiter Versuch im Jahr 1629 nach Kanada zu reisen, endete im Schiffbruch vor Cape Canso. Auch auf dem Rückweg nach Frankreich erlitt er an der Küste Spaniens ein zweites Mal einen Schiffbruch. Zurück in Frankreich wurde er zum Rektor des College in Eu ernannt. Nachdem Quebec den Franzosen zurückgegeben wurde, erreichte er schließlich 1632 Neufrankreich.
Lalemant kehrte 1638 erneut nach Frankreich zurück, wo er Prokurator der kanadischen Missionen, Vizeprovinzial der französischen Jesuitenprovinz der und Superior des Jesuitenhauses in Paris wurde. Er ermöglichte die Zuschreibung der Insel Montreal für die Kolonie Dauversières und rekrutierte auch Maisonneuve und Jeanne Mance, die sich seinem Unternehmen anschlossen. Als es darum ging, den ersten Bischof von Quebec zu ernennen, forderte man seine Kandidatur.

### Werke und Familie
Lalemant war der Autor eines spirituellen Werks mit dem Titel La vie cachée de Notre Seigneur Jésus-Christ.
Zwei nahe Verwandte Lalemants, beides Jesuiten, waren ebenfalls an den Missionen in Neufrankreich beteiligt: Sein Bruder Jérôme Lalemant und ein Neffe, Gabriel Lalemant, der von den Irokesen ermordet wurde und von der katholischen Kirche als Heiliger verehrt wird.